# Alfonsas Vaišnoras
Alfonsas Vaišnoras (*  16. Oktober 1941 in Sauginiai, Rajongemeinde Šiauliai) ist ein litauischer Politiker.

## Leben
1966 absolvierte Vaišnoras das Diplomstudium an der Fakultät für Naturwissenschaften der Vilniaus universitetas und 1973 promovierte in Geografie. Von 1967 bis 1990 war er wissenschaftlicher Mitarbeiter am Institut  für Energiewirtschaft in Kaunas. Vaišnoras forschte im Gebiet der Wasserwirtschaft (Kraftwerk Kruonis (bei Kaišiadorys) und seine Wirkung  für den Stausee  Kauno marios). Ab 1990 war er Mitglied von Sąjūdis, von 1992 bis 2000 Mitglied im Seimas. Ab 2001 arbeitete er in der Agentur  für Umweltschutz und lehrte an der  Lietuvos teisės universitetas.
Mit Frau Genė hat Vaišnoras die Tochter Lina.